# Ramón Labayen Sansinenea
Ramón Labayen Sansinenea (Tolosa, Guipúscoa, 31 d'agost de 1928 - Donostia, Guipúscoa, 14 de desembre de 2013) és un químic i polític basc, alcalde de Sant Sebastià de 1983 a 1987.

## Biografia
El seu pare era alcalde de Tolosa pel Partit Nacionalista Basc i estudià euskera a la ikastola Laskurain. En esclatar la guerra civil espanyola hagueren de fugir a Zarautz i Oñati i en acabar el conflicte s'exiliaren a Iparralde, on fins al 1948 van viure a Sara i Donibane Lohitzune. Estudià batxillerat als jesuïtes de Sant Sebastià i es llicencià en química a la Universitat de Madrid. Va treballar en una fàbrica de conserves i durant 15 anys va dirigir un hotel a Londres.
De 1980 a 1983 fou nomenat conseller de cultura del Govern Basc, càrrec des del que va liderar diverses iniciatives, com EITB, HABE, l'Orquestra Simfònica d'Euskadi i l'Escola de Teatre. A les eleccions municipals espanyoles de 1983 fou escollit alcalde de Sant Sebastià dins les llistes del Partit Nacionalista Basc. Quan es produí l'escissió d'Eusko Alkartasuna decidí mantenir-se dins les files del PNB. Derrotada la seva candidatura a les eleccions municipals espanyoles de 1987, deixà l'alcaldia de Sant Sebastià i fou elegit diputat a les eleccions al Parlament Basc de 1986, on formà part de la Comissió de Control Parlamentari d'EITB del Parlament Basc fins a 1990. El 1990 es retirà de la política.

## Obres
- Contribución al problema de la Depuración de las Aguas del Río Urumea, publicat per la Societat de Ciències Aranzadi